# Menomonie (Wisconsin)
Menomonie – miasto w Stanach Zjednoczonych, w stanie Wisconsin, siedziba administracyjna hrabstwa Dunn.

## Ludzie związani z Menomonie
- Neil Gaiman (ur. 1960) – brytyjski pisarz, scenarzysta i redaktor
- Tom Neumann (ur. 1940) – amerykański futbolista
- Marvin Panch (1926–2015) – amerykański kierowca serii NASCAR
- Gary Ronning (ur. 1977) – amerykański mistrz kulturystyki, trójboista siłowi